# Distrikt Ichuña
Der Distrikt Ichuña liegt in der Provinz General Sánchez Cerro in der Region Moquegua in Südwest-Peru. Der Distrikt wurde am 2. Januar 1857 gegründet. Er besitzt eine Fläche von 999 km². Beim Zensus 2017 wurden 3207 Einwohner gezählt. Im Jahr 1993 lag die Einwohnerzahl bei 2683, im Jahr 2007 bei 4057. Die Distriktverwaltung befindet sich in der 3756 m hoch gelegenen Ortschaft Ichuña mit 905 Einwohnern (Stand 2017). Ichuña befindet sich 75 km nordöstlich der Provinzhauptstadt Omate.

## Geographische Lage
Der Distrikt Ichuña liegt an der Südflanke der Cordillera Volcánica im Nordosten der Provinz General Sánchez Cerro. Der Río Tambo durchquert den Distrikt in westlicher Richtung.
Der Distrikt Ichuña grenzt im Westen an den Distrikt Yunga, im Nordwesten an den Distrikt Cabanillas (Provinz San Román), im Nordosten an die Distrikte Mañazo, Tiquillaca und San Antonio (alle drei in der Provinz Puno), im Osten an den Distrikt Pichacani (ebenfalls in der Provinz Puno), im Süden an den Distrikt Chojata sowie im Südwesten an den Distrikt Lloque.